# Najmanok

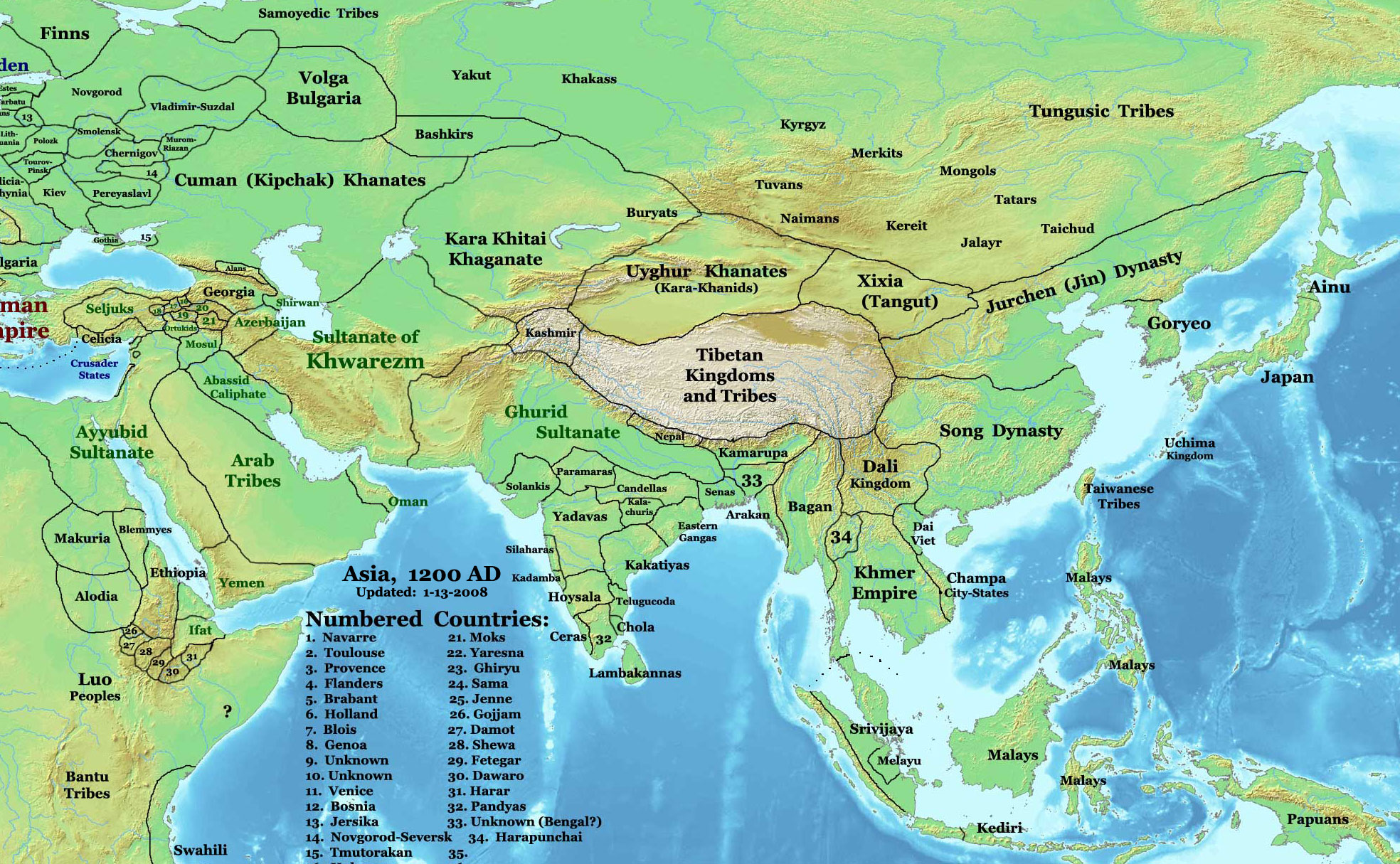
A jövendő Mongol Birodalom népei, köztük a najmanok lakóhelye 1200 körül

A najmanok elmongolosodott török nép voltak Mongóliában a Dzsingisz kán mongol birodalmát megelőző időkben. Mongólia nyugati részén éltek, felvették a nesztoriánus kereszténységet. 

## Történetük
A najmanok nevében a mongol najman („nyolc”) szó rejtőzik, ami valószínűleg arra utal, hogy ők az oguz török Szekiz oguz („nyolc oguz”) törzsszövetség leszármazottai voltak. 745-ben az uguzok egyik törzse az ujgurok megdöntötték a Türk Birodalmat és a saját Ujgur Birodalmukat építették ki Mongólia és Turkesztán területén. Ez a birodalom 840-ben dőlt meg, az ujgurok többsége elhagyta Mongóliát, s a najmanokat ezután erős mongol és kínai hatás érte. 
A már egyesített mongol törzsek kánjaként Dzsingisz kán 1202-ben a tatárokat, 1203-ban a kereiteket csatolta szövetségéhez. Ekkor a menekülő kereit uralkodót, Tooril Ong kánt egy najman előőrs ölte meg, mivel nem ismerte fel. 1204-ben azután Dzsingisz kán a najmanok ellen vonult és őket is legyőzte. A najmanok és szövetségeseik ekkor csatlakoztak Dzsingisz kánhoz a najman uralkodó Tajang kán fiának, Gücsülüknek a kivételével, aki a merkitekhez menekült. 1205-ben azután a merkiteteket is legyőzte Dzsingisz  és 1206-ban felruházták őt a nagykáni címmel. 

## Kultúrájuk
A najmanok kultúráját erősen áthatotta az ujgurok kultúrája, akiknek vallását, a nesztorianizmust is átvették. Nyelvük idővel elmongolosodott, de hely- és személyneveik török eredetükről tanúskodnak. A kínai hatást mutatja a najman uralkodó címe, a tajang, amely a kínai ta-vang („nagy herceg”) cím átvétele. 
A najmanok az ujguroktól vették át az írást saját nyelvük leírására és a mongolok valószínűleg közvetlenül tőlük. A najmanok Dzsingisz kán általi 1204-es legyőzetése után a najman pecsétőr, aki a kancellária vezetője volt, mongol szolgálatba állt, és valószínűleg alapvető szerepet játszott a mongol írásbeliség kialakításában. A kínai forrásokban Tata Tunga a neve, ami talán a Tatar Tongra megfelelője lehet. 